# 孫霖 (明朝)
孫霖（1445年—？），字希說，直隸蘇州府長洲縣人，軍籍，明朝政治人物。

## 生平
應天府鄉試第一百五名舉人。成化十七年（1481年）中式辛丑科會試第一百九十一名，二甲第五十五名進士。

## 家族
曾祖孫貴一；祖父孫道祥；父孫俊，母徐氏。永感下。